# Знаки почтовой оплаты СССР (1984)
Зна́ки почто́вой опла́ты СССР (1984) — перечень (каталог) знаков почтовой оплаты (почтовых марок), введённых в обращение дирекцией по изданию и экспедированию знаков почтовой оплаты Министерства связи СССР в 1984 году.

## Список коммеморативных (памятных) марок
Порядок следования элементов в таблице соответствует номеру по каталогу марок СССР (ЦФА), в скобках приведены номера по каталогу «Михель».
| № по каталогу                        | Изображение | Описание и источники                                                             | Номинал   | Дата выпуска        | Тираж     | Художник         |
| ------------------------------------ | ----------- | -------------------------------------------------------------------------------- | --------- | ------------------- | --------- | ---------------- |
| (ЦФА [АО «Марка»] № 5472) (Mi #5352) |             | Серия «XIV зимние Олимпийские игры в Сараево (Югославия)»: - Биатлон.            | 0,05 руб. | 8 февраля 1984 года | 7 400 000 | Николай Литвинов |
| (ЦФА [АО «Марка»] № 5473) (Mi #5353) |             | Серия «XIV зимние Олимпийские игры в Сараево (Югославия)»: - Конькобежный спорт. | 0,10 руб. | 8 февраля 1984 года | 6 900 000 | Николай Литвинов |
| (ЦФА [АО «Марка»] № 5474) (Mi #5354) |             | Серия «XIV зимние Олимпийские игры в Сараево (Югославия)»: - Хоккей с шайбой.    | 0,20 руб. | 8 февраля 1984 года | 6 100 000 | Николай Литвинов |
| (ЦФА [АО «Марка»] № 5475) (Mi #5355) |             | Серия «XIV зимние Олимпийские игры в Сараево (Югославия)»: - Фигурное катание.   | 0,45 руб. | 8 февраля 1984 года | 5 400 000 | Николай Литвинов |
| (ЦФА [АО «Марка»] № 5512) (Mi #5391) |             | Чемпионат Европы по футболу среди юношей: - Эмблема чемпионата.                  | 0,15 руб. | 25 мая 1984 года    | 3 800 000 | Н. Шевцов        |
| (ЦФА [АО «Марка»] № 5580) (Mi #5459) |             | «С Новым, 1985 годом!»: - Спасская башня Кремля.                                 | 0,05 руб. | 4 декабря 1984 года | 4 300 000 | Н. Дворников     |

## Тринадцатый выпуск стандартных марок (1980—1992)
В 1984 году продолжена эмиссия стандартных почтовых марок тринадцатого стандартного выпуска СССР. На оттисках нового тиража отпечатана цифра 1984 — дата первой эмиссии этих марок.
Порядок следования элементов в таблице соответствует номеру по каталогу марок СССР (ЦФА), в скобках приведены номера по каталогу «Михель».
| № по каталогу                            | Изображение | Описание и источники                  | Номинал   | Дата выпуска         | Тираж      | Художник                                     |
| ---------------------------------------- | ----------- | ------------------------------------- | --------- | -------------------- | ---------- | -------------------------------------------- |
| (ЦФА [АО «Марка»] № 5548) (Mi #5427AvI)  |             | Соболь                                | 0,35 руб. | 5 сентября 1984 года | 14 500 000 | Юрий Арцименев                               |
| (ЦФА [АО «Марка»] № 5549) (Mi #5428AvI)  |             | Освоение Арктики                      | 2,00 руб. | 5 сентября 1984 года | 5 000 000  | Юрий Ряховский (оформление Юрий Арцименев)   |
| (ЦФА [АО «Марка»] № 5550) (Mi #5429AvII) |             | Мир, Земля, человек — на все времена! | 3,00 руб. | 5 сентября 1984 года | 6 500 000  | Юрий Арцименев                               |
| (ЦФА [АО «Марка»] № 5551) (Mi #5430AvII) |             | Мир народам Земли!                    | 5,00 руб. | 5 сентября 1984 года | 6 500 000  | Николай Литвинов (оформление Юрий Арцименев) |

## Комментарии
1. ↑  Ниже приведён перечень памятных художественных марок (с возможностью сортировки по номиналу, тиражу и дате введения в обращение).
2. ↑  XIV зимние Олимпийские игры в Сараево. На многоцветной марке  (ЦФА [АО «Марка»] № 5472) — биатлон. Глубокая печать, перфорирована: комбинированная рамочная зубцовка 11½:12 (на каждые 2 сантиметра края марки приходится 11½:12 зубцов). В марочных листах 25 (5×5) и малые листы (кляйнбогены) по 8 (2×4) марок[2][6][7][8].
3. ↑  XIV зимние Олимпийские игры в Сараево. На многоцветной марке  (ЦФА [АО «Марка»] № 5473) — конькобежный спорт. Глубокая печать, перфорирована: комбинированная рамочная зубцовка 11½:12 (на каждые 2 сантиметра края марки приходится 11½:12 зубцов). В марочных листах 25 (5×5) и малые листы (кляйнбогены) по 8 (2×4) марок[2][6][7][8].
4. ↑  XIV зимние Олимпийские игры в Сараево. На многоцветной марке  (ЦФА [АО «Марка»] № 5474) — хоккей с шайбой. Глубокая печать, перфорирована: комбинированная рамочная зубцовка 11½:12 (на каждые 2 сантиметра края марки приходится 11½:12 зубцов). В марочных листах 25 (5×5) и малые листы (кляйнбогены) по 8 (2×4) марок[2][6][7][8].
5. ↑  XIV зимние Олимпийские игры в Сараево. На многоцветной марке  (ЦФА [АО «Марка»] № 5475) — фигурное катание. Глубокая печать, перфорирована: комбинированная рамочная зубцовка 11½:12 (на каждые 2 сантиметра края марки приходится 11½:12 зубцов). В марочных листах 25 (5×5) и малые листы (кляйнбогены) по 8 (2×4) марок[2][6][7][8].
6. ↑  Чемпионат Европы по футболу среди юношей. На многоцветной марке эмблема чемпионата. Глубокая печать перфорирована: комбинированная рамочная зубцовка 12:11½ (на каждые 2 сантиметра края марки приходится 12:11½ зубцов). В марочных листах 25 (5×5) марок[2][10][11].
7. ↑  «С Новым, 1985 годом!»: на треугольной многоцветной марке  (ЦФА [АО «Марка»] № 5580) — Спасская башня Кремля и снежинки. Глубокая печать, перфорирована: рамочная зубцовка 11½ (на каждые 2 сантиметра края марки приходится 11½ зубцов). В марочных листах 40 (4×5×2) и малые листы (кляйнбогены) по 8 (2×2×2) марок[2][13][14].
8. ↑  Ниже приведён перечень стандартных марок (с возможностью сортировки по номиналу, тиражу и дате введения в обращение).
9. ↑  Соболь, зеленовато-серая. Офсетная печать на мелованной бумаге, перфорирована: комбинированная гребенчатая зубцовка 12½:12 (на каждые 2 сантиметра края марки приходится 12½:12 зубцов). В марочных листах 50 (10×5) марок[15].
10. ↑  Освоение Арктики. Атомный ледокол в полярных льдах на фоне фрагмента контурной карты Северного полушария Земли. Вертолёт в ледовой разведке. Тёмно-серая. Офсетная печать на мелованной бумаге, перфорирована: комбинированная гребенчатая зубцовка 12½:12 (на каждые 2 сантиметра края марки приходится 12½:12 зубцов). В марочных листах 50 (10×5) марок[15].
11. ↑  Сохраним жизнь на Земле! Ребёнок — символический человек, которому принадлежит будущее, — на фоне планеты Земля, украшенной ветвями растений. Тёмно-коричневато-серая. Металлография на мелованной бумаге, перфорирована: комбинированная гребенчатая зубцовка 12½:12 (на каждые 2 сантиметра края марки приходится 12½:12 зубцов). В марочных листах 50 (10×5) марок[15].
12. ↑  Сохраним мир на Земле! Земной шар, украшенный пальмовой ветвью мира. Тёмно-синяя. Металлография на мелованной бумаге, перфорирована: комбинированная гребенчатая зубцовка 12½:12 (на каждые 2 сантиметра края марки приходится 12½:12 зубцов). В марочных листах 50 (10×5) марок[15].